# Cercosaura
Cercosaura is een geslacht van hagedissen uit de familie Gymnophthalmidae. De groep werd voor het eerst wetenschappelijk beschreven door Johann Georg Wagler in 1830. Veel soorten behoorden eerder tot het niet meer erkende geslacht Pantodactylus.
Er zijn veertien soorten, inclusief de pas in 2015 beschreven soort Cercosaura doanae. De hagedissen komen voor in delen van Zuid-Amerika en leven in de landen Argentinië, Bolivia, Brazilië, Colombia, Ecuador, Frans-Guyana, Paraguay, Peru, Suriname, Uruguay en Venezuela. Twee soorten komen voor in Suriname, van Cercosaura argulus is dit niet helemaal zeker.
De verschillende soorten hebben een rond lichaam en een ronde staart. De poten zijn relatief goed ontwikkeld.

## Soortenlijst
| Naam                     | Auteur                              | Verspreidingsgebied                                                                                |
| ------------------------ | ----------------------------------- | -------------------------------------------------------------------------------------------------- |
| Cercosaura argulus       | Peters, 1863                        | Bolivia, Brazilië, Colombia, Ecuador, Frans-Guyana, Peru. Mogelijk in Suriname en Guyana           |
| Cercosaura bassleri      | Ruibal, 1952                        | Peru                                                                                               |
| Cercosaura doanae        | Echevarría, Barboza & Venegas, 2015 | Peru                                                                                               |
| Cercosaura eigenmanni    | Griffin, 1917                       | Bolivia, Brazilië, Peru                                                                            |
| Cercosaura hypnoides     | Doan & Lamar, 2012                  | Colombia                                                                                           |
| Cercosaura manicata      | O’Shaughnessy, 1881                 | Ecuador, Peru, Bolivia, Colombia                                                                   |
| Cercosaura nigroventris  | Gorzula & Señaris, 1999             | Venezuela                                                                                          |
| Cercosaura ocellata      | Wagler, 1830                        | Argentinië, Bolivia, Brazilië, Colombia, Frans-Guyana, Guyana, Paraguay, Peru, Suriname, Venezuela |
| Cercosaura oshaughnessyi | Boulenger, 1885                     | Brazilië, Colombia, Ecuador, Frans-Guyana, Peru                                                    |
| Cercosaura parkeri       | Ruibal, 1952                        | Argentinië, Bolivia, Brazilië, Peru                                                                |
| Cercosaura phelpsorum    | Lancini, 1968                       | Venezuela                                                                                          |
| Cercosaura quadrilineata | Boettger, 1876                      | Brazilië                                                                                           |
| Cercosaura schreibersii  | Wiegmann, 1834                      | Argentinië, Bolivia, Brazilië, Paraguay, Uruguay                                                   |
| Cercosaura steyeri       | Tedesco, 1998                       | Argentinië                                                                                         |